# التهاب الشرايين تاكاياسو
التهاب الشرايين تاكاياسو (TA)، المعروف أيضًا بمتلازمة قوس الأبهر، والتهاب الأبهر غير النوعي، ومرض انعدام النبض، هو شكل من أشكال التهاب الأوعية الدموية الحبيبي الكبير للأوعية الدموية الكبيرة، يتميز بحدوث تليف داخلي ضخم وتضيق الأوعية الدموية. يؤثر هذا المرض بشكل شائع على النساء الشابات أو في منتصف العمر من أصول آسيوية، رغم أنه يمكن أن يصيب أي شخص، ويشمل بشكل رئيسي الشريان الأورطي (الأوعية الدموية الرئيسية التي تخرج من القلب) وتفرعاته، بالإضافة إلى الشرايين الرئوية. النساء أكثر عرضة للإصابة بهذا المرض بنسبة تتراوح بين 8 إلى 9 أضعاف مقارنة بالرجال.
غالبًا ما تظهر أعراض المرض لدى المصابين به بين سن 15 و30 عامًا. في العالم الغربي، يُعد تصلب الشرايين سببًا أكثر شيوعًا لانسداد أوعية قوس الأبهر مقارنةً بالتهاب الشرايين تاكاياسو. يشترك هذا المرض في خصائص عديدة مع أنواع أخرى من التهابات الأوعية الدموية، مثل التهاب الشرايين ذو الخلايا العملاقة، الذي يصيب عادة كبار السن.
قد يظهر التهاب تاكاياسو في صورة غياب أو ضعف النبض في الأطراف العلوية (الذراعين واليدين والمعصمين) عند الفحص السريري نتيجة لانسداد الفروع الرئيسية للشريان الأورطي، بما في ذلك الشريان السباتي الأيسر المشترك، والشريان العضدي الرأسي، والشريان تحت الترقوة الأيسر، وهو ما يفسر تسميته الشائعة بـ"مرض انعدام النبض". كما أن إصابة الشرايين الكلوية قد تؤدي إلى ارتفاع ضغط الدم الناجم عن تضيق الشرايين الكلوية (ارتفاع ضغط الدم الكلوي المنشأ).

## الفيزيولوجيا المرضية
رغم أن السبب الدقيق لمرض التهاب الشرايين تاكاياسو لا يزال غير معروف، إلا أن الحالة تُميز بحدوث التهاب حبيبي غير منتظم يصيب الشريان الأورطي وفروعه الرئيسية. يؤدي هذا الالتهاب إلى مجموعة من التغيرات الوعائية، تشمل تضيق الشرايين، وتجلط الأوردة، وتوسّع الأوعية الدموية (تمددها).
كما يُلاحظ في كثير من الحالات وجود تليف غير منتظم في جدران الأوعية، ناتج عن الالتهاب المزمن، مما قد يسبب تليفًا في بطانة الشرايين (أي الطبقة الداخلية للأوعية الدموية).
تُظهر تقنيات التصوير الشعاعي المتقدمة مثل التصوير بالرنين المغناطيسي الوعائي (MRA)، والتصوير المقطعي المحوسب للأوعية (CTA)، والتصوير الرقمي للشرايين (DSA) هذه التغيرات بوضوح، بما في ذلك التضيقات الناتجة عن الالتهاب، والتكوينات الحبيبية، والتليف الشرياني.

## الأعراض
يمر بعض مرضى التهاب الشرايين تاكاياسو بما يُعرف بـ"المرحلة الالتهابية" الأولية، والتي تتصف بظهور أعراض عامة مثل الشعور بالتوعك، الحمى، التعرق الليلي، فقدان الوزن، آلام المفاصل، والإرهاق. غالبًا ما تترافق هذه المرحلة مع فقر دم وارتفاع في مؤشرات الالتهاب غير النوعية مثل سرعة ترسيب كريات الدم الحمراء (ESR) أو مستوى البروتين المتفاعل-C (CRP).
في كثير من الحالات، تعقب هذه المرحلة الالتهابية مرحلة تُعرف بـ"مرحلة انعدام النبض"، حيث يؤدي التضيّق التدريجي في بطانة الأوعية الدموية إلى ضعف التروية الدموية. تظهر هذه المرحلة سريريًا من خلال أعراض مثل الغرغرينا في الأطراف، أو ضيق في الشرايين الكلوية الذي قد يُسبب ارتفاعًا في ضغط الدم، إضافةً إلى مظاهر عصبية ناتجة عن اضطراب تدفق الدم إلى الدماغ.
يُعد ضيق الشريان الكلوي أحد المظاهر الرئيسية للمرض، حيث يؤدي إلى انخفاض تدفق الدم إلى الجهاز المجاور للكبيبات في الكلية، مما يحفز إفراز هرمون الرينين، وبالتالي ارتفاع مستويات الألدوستيرون، وينتج عن ذلك احتباس في الصوديوم والماء، مؤديًا إلى ارتفاع ضغط الدم.
تتنوع الأعراض العصبية بحسب شدة المرض ومدى انسداد الأوعية الدموية، وقد تشمل الدوخة، فقدان التوازن، أو حتى نوبات عصبية. ومن المظاهر النادرة والهامة للمرض تأثر العين، والذي قد يظهر على شكل عيوب في المجال البصري، فقدان البصر، أو نزيف في شبكية العين.
في بعض الحالات، قد تتأخر العلامات الجهازية للمرض، وتُكتشف التغيرات الوعائية فقط في مراحل متقدمة. ومع التقدم في العمر، قد يضعف جدار الشرايين، مما يؤدي إلى توسعات شريانية (تمدد الأوعية الدموية)، والتي قد تنتهي أحيانًا بالتمزق أو النزيف، مما يتطلب متابعة دقيقة. كذلك، يمكن ملاحظة ظاهرة رينو لدى بعض المرضى، وهي ناتجة بالأساس عن انخفاض التروية الدموية في الأطراف، لا سيما الذراعين.

## وسائل العلاج
تستجيب الغالبية العظمى من حالات التهاب الشرايين تاكاياسو للعلاج بالكورتيكوستيرويدات، مثل البريدنيزون. وتُعد الجرعة الابتدائية الشائعة نحو 1 ملغ لكل كيلوغرام من وزن الجسم يوميًا، أي حوالي 60 ملغ يوميًا لمعظم البالغين. ونظرًا للآثار الجانبية الخطيرة المرتبطة بالاستخدام طويل الأمد لجرعات عالية من البريدنيزون، يُجرى عادة تقليل الجرعة تدريجيًا على مدى عدة أسابيع، حتى الوصول إلى أقل جرعة فعالة يحددها الطبيب.
أما في الحالات التي لا تستجيب للعلاج الدوائي، فقد يُلجأ إلى التدخل الجراحي. وتتضمن الخيارات الجراحية عمليات إعادة تكوين الأوعية الدموية الكبرى، مثل جراحة المجازة الوعائية (bypass grafting)، وتُظهر أعلى نسب النجاح عند استخدام طعوم من أنسجة المريض نفسه. في المقابل، فإن رأب الأوعية التاجية عبر الجلد قد يوفر حلاً مؤقتًا مع انخفاض في المخاطر، إلا أن فعاليته على المدى الطويل غالبًا ما تكون محدودة.

## تاريخ المرض
سُجلت أول حالة معروفة لمرض التهاب الشرايين تاكاياسو عام 1908 على يد طبيب العيون الياباني ميكيتو تاكاياسو، وذلك خلال الاجتماع السنوي لجمعية طب العيون اليابانية،  حيث وصف نمطًا غير معتاد يشبه "الإكليل" في الأوعية الدموية لشبكية العين. في نفس الاجتماع، قدم الطبيبان اليابانيان "أونيشي" و"كاجوشيما" تقارير عن حالات مشابهة لدى مرضى يعانون من غياب النبض في المعصم.
يُعرف اليوم أن هذه التغيرات في أوعية الشبكية تمثل استجابة ناتجة عن تضيق الشرايين في منطقة الرقبة، وأن غياب النبض في الأطراف العلوية ناتج عن تضيق الشرايين المغذية للذراعين. ومع ذلك، فإن العلامات العينية التي وصفها تاكاياسو نادرًا ما تُرصد في المرضى من أمريكا الشمالية وكولومبيا البريطانية.

## وصلات خارجية
- 00389 على النص التشعبي التعاوني للأشعة (CHORUS)
- -362086386 في مفكرة المُمارِس العام